# 中国短期大学
中国短期大学（ちゅうごくたんきだいがく、英語: Chugoku Junior College）は、岡山県岡山市北区庭瀬83番地に本部を置く私立短期大学。1962年創立、1962年大学設置。大学の略称は中短。

## 概観

### 大学全体
- 学校法人中国学園により岡山県岡山市北区内に設置されている日本の私立短期大学。
 学校法人平田学園による中国女子短期大学として1962年に設置された。現在、3学科からなる総合短大で全学科共学である。

### 建学の精神（校訓・理念・学是）
- 中国短期大学の教育理念は「温かい心・ひらめく叡智・耐えぬく努力」となっている。

### 教育および研究
- 中国短期大学における教育
  - 総合生活学科：｢健康福祉｣･｢フードクリエイト｣･｢生活産業｣･｢生活教養｣の4コースがある。
  - 保育学科：発表会がある。
  - 情報ビジネス学科：｢メディアクリエイト｣・｢ITクリエイト｣・｢ビジネスクリエイト｣の3コースがある。

### 学風および特色
- 中国短期大学では、カナダでの留学や研修が行われている。
- 全学科とも男女共学である。

## 沿革
- 1962年 学校法人平田学園による中国女子短期大学（ちゅうごくじょしたんきだいがく）として開学。家政科を置く[1]
- 1963年 家政科に二部が設置される：募集は1978年度まで。1980年6月6日廃止
- 1964年 保育科を増設。
- 1965年 都窪郡吉備町庭瀬（現校地）へ移転。
- 1966年 中国短期大学と改称。共学となる。以下の学科を設置。
  - 英文科[2]
  - 音楽科[3] ：募集は2010年度まで
- 1968年 専攻科を設置。
  - 音楽専攻（1995年度より大学評価・学位授与機構認定）
- 1978年 家政科を専攻分離する。
  - 家政専攻
  - 食物栄養専攻
- 1979年 音楽科を専攻分離する。
  - 器楽専攻
  - 声楽専攻
- 1986年 学科名を変更する。
  - 英文科→英文学科
  - 保育科→幼児教育科
- 1988年 専攻科を増設
  - 幼児教育専攻
  - 英語英文専攻
- 1989年 学科及び専攻名を変更。
  - 家政科→生活学科
    - 家政専攻→生活教養専攻
- 運営主体を学校法人中国短期大学に変更。
- 1992年 経営情報学科を増設(2004年 情報ビジネス学科と改称)
- 1995年 放送大学と単位互換協定を締結する。
- 1999年 学科名を変更する。
  - 生活学科
    - 生活教養専攻→総合生活学科
    - 食物栄養専攻→人間栄養学科：募集は2001年度まで

  - 英文学科→英語コミュニケーション学科
- 2001年 運営主体を学校法人中国学園に変更。
- 2004年 幼児教育科を保育学科と改称。
- 2011年 音楽科募集停止。
- 2012年 音楽科廃止。

## 基礎データ

### 所在地
- 庭瀬キャンパス（岡山県岡山市北区庭瀬83番地）
- 船頭町キャンパス（岡山県岡山市船頭町12[4]）

### 象徴
- 中国短期大学のカレッジマークはヒマワリをイメージしている。
- 中国短期大学の大学歌にはまず『若きわれら』があり、永瀬清子が作詞・河田忠文が作曲している。『学生歌』は大下賢治が作詞、加藤忠が作曲している。

## 教育および研究

### 組織

#### 学科
- 総合生活学科
- 保育学科
- 情報ビジネス学科

##### 過去にあった学科
- 人間栄養学科：募集は2001年度まで。翌年度より中国学園大学へ譲渡される。
- 家政科Ⅱ部：日中働きながら学ぶ人のために設けられた課程で、学修内容は家政科Ⅰ部とほぼ同等となっていた。募集は1978年度まで[5]。
- 音楽科(2011年度より募集停止)：過去には以下の専攻課程が設置されていた。
  - 器楽専攻：現在のピアノ･電子オルガン･管弦打楽器の各コースに該当した。
  - 声楽専攻：現在の声楽コースに該当した。
- 英語コミュニケーション学科

##### 過去にあった専攻科
- 英語英文専攻：募集は2002年度まで
- 幼児教育専攻：募集は2007年度まで
- 音楽専攻：大学評価・学位授与機構に認定されていた。
- 介護福祉専攻

#### 別科
- なし

##### 取得資格について
資格
- 保育士：保育学科

教職課程
- 中学校教諭二種免許状
  - 英語：英語コミュニケーション学科にて設置されていた。
  - 音楽：音楽科にて設置されていた。
  - 家庭：:総合生活学科の前身である生活学科生活教養専攻にて設置されていた。
- 幼稚園教諭二種免許状
  - 保育学科
  - 音楽科にて設置されていた。
- 介護福祉士：専攻科介護福祉専攻にて取得できた。指定保育士養成施設に認定されている短大･大学を卒業した人で保育士資格を取得した人が対象となっていた。

その他
- 児童英語修了証： 英語コミュニケーション学科にて取得できた。

#### 附属機関
- 地域連携センター

### 研究
- 『中国学園紀要』が発行されている。

## 学生生活

### 部活動・クラブ活動・サークル活動
- 中国短期大学のクラブ活動
  - 体育系：テニス・サッカー・フットサル・ソフトボール・テニス・バレーボール・バドミントン・アイススケート・ダンス・草野球ほか
  - 文化系：児童文化・茶道・英語・手話・製菓ほか

### 学園祭
- 中国短期大学の学園祭は「白鷺祭」と呼ばれ毎年、概ね10月頃に行なわれている。

## 施設

### 庭瀬キャンパス
- 使用学科：総合生活学科・保育学科・英語コミュニケーション学科・音楽科・情報ビジネス学科
- 使用専攻科：介護福祉専攻・幼児教育専攻・音楽専攻
- 使用附属施設：地域連携センター
- 交通アクセス：JR山陽本線庭瀬駅下車の場合は、徒歩で15分程度はかかる道程となっている。
- バスを利用する場合は、岡山電気軌道バスで｢中国短大入口｣バス停留所下車すぐ。JR山陽本線岡山駅より便がある。
- 設備：本館・学生食堂・新1号館・3号館・4号館・6号館・7号館・8号館・9号館・10号館・11号館・12号館・新体育館・図書館・情報処理センター・正門・南門・西門・テニスコート・グラウンド・庭園ほか

旧1号館・2号館・5号館については取り壊しの上、新1号館として整備。また旧体育館についても取り壊しの上、新体育館（冷暖房完備）として整備。なおすべての校舎について耐震診断および耐震化工事が完了している。

### 旧・船頭町キャンパス
- 使用学科：家政科Ⅱ部
- 使用専攻科：なし
- 当時の交通アクセス：岡山電気軌道清輝橋線清輝橋停留場。
- ヤフーマップで確認したところ、かつての校舎は別の建物として使用されているようである。

### 寮
- 中国短期大学の寮は「光風寮」と呼ばれる。

## 対外関係

### 他大学との協定

#### アメリカ
- ウエストバリー大学
- ミッション大学
- ジョージメイスン大学

#### カナダ
- ダグラス大学
- ランガラ大学
- パシフィック・ランゲージ大学
- バンクーバー・メイプルリーフ・ランゲージ大学
- バンクーバー・コミュニティー・カレッジ

#### オーストラリア
- メルボルン大学
- モナッシュ大学

#### 中国
- 北京語言大学

#### 日本
- 放送大学
- 大学コンソーシアム岡山

### 系列校
- 中国学園大学

## 社会との関わり
- 公開講座が催されている。
- 「おかやま学びフェスタ2008」に情報ビジネス学科の学生が参加している。

## 卒業後の進路について

### 就職について
- 家政科
  - I部（生活学科生活教養専攻・総合生活学科）：一般企業への就職者が多い。実績として、レナウン･オムロン･リョービ･両備バス･シャープ･宮脇書店･ダイハツ工業･ネッツ店・ヤナセ・カネボウ化粧品･資生堂･玉島信用金庫･もみじホールディングス･JR西日本ホテルズなどがある。
  - Ⅱ部
- 人間栄養学科（生活学科食物栄養専攻含む）：資格を活かした職としては、日清医療食品･アヲハタ･キユーピー･金光薬品などがある。一般職としては、中国銀行・広島銀行などがある。
- 保育学科：保育所が最も多く、それについで幼稚園への就職者が多いものとなっている。
- 英語コミュニケーション学科：一般企業への就職者が多いものとなっている。実績として、オンワード樫山・日本通運・白十字・天満屋・百十四銀行・武富士などがある。ほか、県内の各中学校や幼稚園英会話教師など教育職員に就いている人もいる。
- 音楽科
  - 器楽専攻:音楽に係る仕事を希望する学生が多いものとなっている。実績としてヤマハ、中学校教諭などがある。
  - 声楽専攻：音楽に係る仕事を希望する学生が多いものとなっている。実績としてカワイ音楽教室・中学校教諭などがある。
- 情報ビジネス学科:：一般企業への就職者が多いものとなっている。実績として西日本三菱自動車販売・敷島製パン・日野自動車・ハローズ・そごう広島店・伊予銀行・香川銀行・日本銀行・三菱自動車工業・新光証券・日本生命保険・ジャックス・東急ホテルズ・はるやま商事・ニシナ百貨店などがある。

### 編入学･進学実績
- これまでの実績では系列の中国学園大学や中国短期大学専攻科ほか、岡山大学・京都精華大学・追手門学院大学 聖和大学・聖トマス大学・川崎医療福祉大学・くらしき作陽大学・就実大学・山陽学園大学・ノートルダム清心女子大学・比治山大学・安田女子大学・福山平成大学・四国大学などがある。